# Francisco Borja
Francisco Borja foi um prelado católico romano que serviu como bispo de Teano (1508–1531).

## Biografia
No dia 5 de julho de 1508, Francisco Borja foi nomeado pelo Papa Júlio II como Bispo de Teano. Serviu como Bispo de Teano até à sua renúncia em 1531.